# Stanisław Goldflus
Stanisław (Szymon) Goldflus (hebr. סטניסלב גולדפלוס, ur. 1894 w Warszawie, zm. 1958 w Nes Cijjona) – polski i izraelski chemik, nauczyciel gimnazjalny, pisarz.
Syn Aleksandra. W okresie międzywojennym był nauczycielem chemii w kilku szkołach żydowskich w Warszawie: w Gimnazjum Fanny Poznerowej na Twardej, Gimnazjum i Liceum Perły Zaksowej na Miodowej i w Gimnazjum Felicji Buki-Cygielsztrajch na Orlej. Napisał podręcznik chemii dla szkół średnich (1919). Losy wojenne Goldflusa nie są dokładnie znane; w 1941 roku był w Taszkiencie, w 1945 w Łodzi. Od co najmniej 1949 żył w Palestynie. Jego żona, syn i brat zginęli w obozie w Majdanku. Zmarł w 1958 roku w Nes Cijjona i jest pochowany na tamtejszym cmentarzu.
W 1951 roku ukazała się jego powieść Izrael w roku 2000 (ישראל בשנת 2000), uważana za pierwszą izraelską powieść dystopijną i mająca kultowy status wśród izraelskich wielbicieli sci-fi. Książka została napisana w języku polskim i przetłumaczona na hebrajski przez poetę Szlomo Skolskiego. W 2002 roku książka została wznowiona w telawiwskim wydawnictwie Bavel.